# Charles Holland
Charles Holland, né le 20 septembre 1908 à Aldridge et mort le 15 décembre 1989 à Aldridge, est un coureur cycliste britannique. Il a participé aux Jeux olympiques de 1932 et 1936 et a obtenu la médaille de bronze de la poursuite par équipes en 1932. Il est l'un des deux premiers Britanniques à participer au Tour de France, en 1937.

## Palmarès
- 1932
  -  Médaillé de bronze de la poursuite par équipes aux Jeux olympiques
  - 15e de la course sur route des Jeux olympiques
- 1934
  - 4e du championnat du monde sur route amateur
- 1936
  - 4e de la course sur route des Jeux olympiques